# 井原巧
井原 巧（いはら たくみ、1963年（昭和38年）11月13日 - ）は、日本の政治家。自由民主党所属の元衆議院議員（1期）。参議院議員（1期）、経済産業大臣政務官・内閣府大臣政務官・復興大臣政務官（第3次安倍第2次改造内閣）、愛媛県四国中央市長（3期）、愛媛県議会議員（3期）等を務めた。
祖父は元衆議院議員の井原岸高。

## 来歴
愛媛県伊予三島市（現四国中央市）生まれ。父親は土木建築の会社を経営し、母親は美容師をしていた。四国中央市立三島小学校、愛媛県立三島高等学校、専修大学経営学部卒業。大学卒業後、旧愛媛1区選出の衆議院議員だった関谷勝嗣の秘書を務める。
1995年、愛媛県議会議員選挙に出馬し、無投票で初当選。1999年、2003年も無投票で当選した。3期目の任期途中の2004年に辞職。市町村合併により新設された四国中央市の市長選挙に立候補し、旧川之江市長を務めた石津隆敏を下して初代四国中央市長に選出された。

### 四国中央市長時代
2013年までの在任中に全国青年市長会会長も務め、2010年には19人の若手市長による共著『市長の夢』を出版した。在任中には、地元企業と連携し1歳未満の乳児がいる家庭に紙おむつを無償提供する「紙のまち子育て応援事業」や発達支援センターの設置、本庁舎と3支所のロビーで月3回以上市民サロン（移動市長室）を開くなどの取り組みを行っている。また、市の第三セクター「株式会社やまびこ」の社長となった。同社は地元のお茶を使って仕上げる銘菓「霧の森大福」を売り出した。

### 国会議員時代
2013年の第23回参議院議員通常選挙に自由民主党公認、公明党推薦で愛媛県選挙区から出馬し、得票率66.6%・4月まで市長をしていた四国中央市では80%を越え初当選した。
2016年、第3次安倍第2次改造内閣で経済産業大臣政務官、内閣府大臣政務官、ならびに復興大臣政務官に任命された。
2019年1月22日、自民党県連は、井原の衆議院愛媛3区への鞍替えと、愛媛県選挙区にらくさぶろうを擁立することを決定した。
2021年10月31日の第49回衆議院議員総選挙で前回小選挙区で当選した立憲民主党の白石洋一と接戦となり、西条市と新居浜市で白石に負けるも故郷四国中央市で2市合計で負けた票差を遥かに超え、約4600票差で勝利し、初当選。
2022年11月18日、衆議院選挙区の新しい区割りである「10増10減」の改正公職選挙法案が参議院で可決された。愛媛県内の選挙区は4から3に減り、旧愛媛3区は新2区の一部となった。
2024年9月27日に行われた自民党総裁選挙において、1回目の投票と決選投票のいずれも石破茂に投じた。
同年10月6日、石破首相は第50回衆議院議員総選挙に向けて、政治資金パーティー裏金事件で党員資格停止の処分を受けた議員などを公認しないことを決めるとともに、井原ら裏金議員43人について比例代表への重複立候補を認めない方針を示した。10月15日、総選挙公示。新しい愛媛2区からは井原、立憲民主党公認の白石洋一、日本維新の会公認の梶野耕佑の3人が立候補した。公明党は16日までに、出馬した計46人の裏金議員のうち、井原ら35人を推薦した。自民党は裏金問題や統一教会問題、10月23日に発覚した非公認候補への2000万円支給問題などで逆風が吹き荒れた。10月27日、総選挙執行。投票締め切りの20時にあいテレビは白石の当選確実を報じ、白石は初当選を果たした。比例重複が認められなかった井原は議席を失った。裏金事件に関係した候補者は18勝28敗だった。

## 政策・主張
- 日本国憲法第9条の改正、国防軍の創設に賛成[29]。
- 一院制の導入に反対[29]。
- 日本の核武装について「今後の国際情勢によっては検討すべき」としている[29]。
- 村山談話、河野談話の見直しに反対[29]。
- 死刑制度に賛成[29]。

## 人物

### 統一教会との関係
- 2013年5月12日、統一教会（現・世界平和統一家庭連合）の関連団体「世界平和連合」が、愛媛県新居浜市のホテルで「井原巧先生を励ます会」を開催し、同年の参院選への立候補が決定していた井原に加え、愛媛3区選出の白石徹衆議院議員も出席し、来賓挨拶を行った[30]。
- 2022年6月13日、統一教会の関連団体「天宙平和連合」が創設した世界平和国会議員連合の日本の議員連盟「日本・世界平和議員連合懇談会」の総会が開催された。井原は同議連に参加し、幹事に就任[31]した。総会では顧問である国際勝共連合会長の梶栗正義が講演をし、統一教会の関連団体「平和政策研究所（IPP）」が発行する「政策情報レポート」が配られた。総会資料のアンケート用紙には、梶栗が会長を務める「世界平和連合」[32]に関する記述があり、「次期参議院選挙の地方区で、世界平和連合の応援を希望する議員がおられればお書き下さい」と書かれてあった[33]。

### 政治資金パーティー収入の裏金問題
自民党5派閥が開いた政治資金パーティーをめぐる問題で、自民党は2024年2月13日、党所属のすぺての国会議員らを対象に実施したアンケートの集計結果を公表した。井原はノルマの超過分に対する清和政策研究会（安倍派）からのキックバックとして、2018年から2022年にかけての5年間で計168万円を裏金にしていたことが明らかとなった。
同年5月14日、衆議院政治倫理審査会は、裏金事件に関与しながら同審査会で弁明していない自民党議員44人に出席と説明を求める野党の申立てを全会一致で可決した。同月17日、参議院政治倫理審査会も同様に、弁明していない議員29人に出席と説明を求める申立てを全会一致で可決した。井原を含む関係議員73人は全員出席を拒否し、6月23日に通常国会は閉会した。

## 選挙歴
| 当落 | 選挙                     | 執行日         | 年齢 | 選挙区           | 政党       | 得票数     | 得票率 | 定数 | 得票順位 /候補者数 | 政党内比例順位 /政党当選者数 |
| ---- | ------------------------ | -------------- | ---- | ---------------- | ---------- | ---------- | ------ | ---- | ------------------ | ---------------------------- |
| 当   | 1995年愛媛県議会議員選挙 | 1995年4月16日  | 31   | 伊予三島市選挙区 | 自由民主党 | 無投票     | ーー   | 1    | 1/1                | /                            |
| 当   | 1999年愛媛県議会議員選挙 | 1999年4月11日  | 35   | 伊予三島市選挙区 | 自由民主党 | 無投票     | ーー   | 1    | 1/1                | /                            |
| 当   | 2003年愛媛県議会議員選挙 | 2003年4月13日  | 39   | 伊予三島市選挙区 | 自由民主党 | 無投票     | ーー   | 1    | 1/1                | /                            |
| 当   | 2004年四国中央市長選挙   | 2004年4月25日  | 40   | ーー             | 無所属     | 3万5027票  | 62.72% | 1    | 1/2                | /                            |
| 当   | 2008年四国中央市長選挙   | 2008年4月20日  | 44   | ーー             | 無所属     | 無投票     | ーー   | 1    | 1/1                | /                            |
| 当   | 2012年四国中央市長選挙   | 2012年4月22日  | 48   | ーー             | 無所属     | 無投票     | ーー   | 1    | 1/1                | /                            |
| 当   | 第23回参議院議員通常選挙 | 2013年07月21日 | 49   | 愛媛県選挙区     | 自由民主党 | 37万3047票 | 66.60% | 1    | 1/5                | /                            |
| 当   | 第49回衆議院議員総選挙   | 2021年10月31日 | 57   | 愛媛県第3区      | 自由民主党 | 7万6263票  | 51.58% | 1    | 1/2                | /                            |
| 落   | 第50回衆議院議員総選挙   | 2024年10月27日 | 60   | 愛媛県第2区      | 自由民主党 | 8万56票    | 40.06% | 1    | 2/3                | /                            |

## 所属団体・議員連盟
- 日本会議国会議員懇談会
- 神道政治連盟国会議員懇談会
- みんなで靖国神社に参拝する国会議員の会
- 創生「日本」

## 著作
- 共著
  - 市長の夢 19人の青年市長（いろは出版、2010年9月） ISBN 9784902097344